# Лесопитомник (Ростовская область)
Лесопито́мник — хутор в Морозовском районе Ростовской области.
Входит в состав Костино-Быстрянского сельского поселения.

## Население
| 2010 |
| ---- |
| 23   |

## Улицы
На хуторе имеется одна улица — Солнечная.